# Tilt (videogioco 1991)
Tilt è un videogioco rompicapo pubblicato nel 1991 per Amiga e Commodore 64 e nel 1992 per MS-DOS e ZX Spectrum dalla Genias. Si basa sul controllo in tempo reale di una pallina in un labirinto che cambia la propria configurazione con lo stesso sistema utilizzato nel Gioco del quindici.

## Modalità di gioco
La schermata di gioco mostra un labirinto visto dall'alto, formato da una griglia di 9x9 tessere (9x8 su Commodore 64, 8x8 su Spectrum), sul quale rotola la pallina metallica Bally. L'obiettivo di ogni livello è far arrivare Bally dal punto di partenza in alto a sinistra al punto di arrivo in basso a destra. Ogni tessera contiene un tratto di percorso con forma variabile (linea, curva, incrocio), che può collegare o meno le tessere vicine in orizzontale o verticale. Una sola casella alla volta è vuota, e facendo scorrere nello spazio libero una delle tessere vicine il giocatore può modificare il labirinto e formare un percorso per Bally. Inoltre si può far cambiare la direzione di movimento a Bally, che avanza perennemente e se incontra un'interruzione del percorso torna indietro.
C'è anche una modalità a due giocatori in cooperazione simultanea, nella quale un giocatore controlla gli spostamenti delle tessere e l'altro i movimenti di Bally.
Si devono evitare alcuni tipi particolari di tessere, come botole e disintegratori, che distruggono Bally al passaggio. Si perde una vita anche in caso di esaurimento del tempo a disposizione per il livello. Altri tipi di tessere hanno vari effetti su Bally, come rallentarla, fermarla, trasportarla tra due buche collegate, far impazzire temporaneamente il controllo. Un particolare effetto fa apparire un personaggio che cammina verso l'area punteggi e può combinare guai, come rubare una vita. Esistono anche tessere non spostabili. Sopra le tessere possono inoltre comparire delle lattine da raccogliere per ottenere bonus di punti, tempo o vite.
Ci sono in tutto 50 livelli con labirinti e pericoli differenti e dal menù principale si può regolare la difficoltà complessiva. Si dispone inoltre di un editor di livelli (non nella versione Commodore 64).